# 누키크티스
누키크티스 또는 누우키크티스(Nuucichthys, 우테 족 언어인 ’누치‘(Núu-ci)와 물고기의 합성어이다.)는 미국 유타주의 마점 지층(Marjum Formation, 캄브리아기 먀오링세에 해당하는 지층)에서 발견된 멸종한 줄기군 척추동물이다. 누키크티스는 1속 1종으로(학명: N. rhynchocephalus 누키크티스 린코케팔루스[*]), 단 한 개의 개체 화석으로 발견되었고, 북미권의 그레이트 베이슨 지역에서 발견된 최초의 캄브리아기 척추동물이기도 하다. 누키크티스는 로렌시아 산맥의 퇴적에서는 더욱 희귀한 층 캄브리아기 척추동물의 다양성에 대한 이해를 준다. 분류학적 연구에서는 연구에서는 누키크티스가 메타스프리기나와 엠몬사스피스(Emmonsaspis, 초기 척추동물로 추정) 등의 다른 로렌시아 척추동물 줄기군과 매우 가깝다는 것을 찾아낸다.

## 연구사
누키크티스의 모식표본, UMNH.IP.6084은 유타의 하우스 산줄기에 속하는 퇴적층에서 발견되어 유타자연사박물관으로 옮겨졌다. 이 표본은 개체화석이며 양 옆으로 납작하고 잘 보존되어 있다. 이 화석의 정확한 기원은 불분명하지만, 마점 지층의 중간 부분에 해당하는 프티캉노스투스 풍크투오수스(학명: Ptychagnostus punctuosus) 생존대에서 나온 것으로 보인다.
속명 누키크티스는 우테 족의 언어로 ‘사람’을 뜻하는 ‘Núu-ci’와 그리스어로 ’물고기‘를 뜻하는 ‘ichthys’의 합성어이다. 한때 우테 족 사람들이 거주하던 땅의 모식지를 적용한 것이다. 종소명 링코케팔루스(rhynchocephalus)는 그리스어로 부리 또는 주둥이를 뜻하는 ’린코스‘(rhynchos)와 머리를 뜻하는 케팔레(kephale)의 합성어로, 이 종에서 나타나는 머리 앞의 튀어나온 부분에서 기인했다.

## 특징

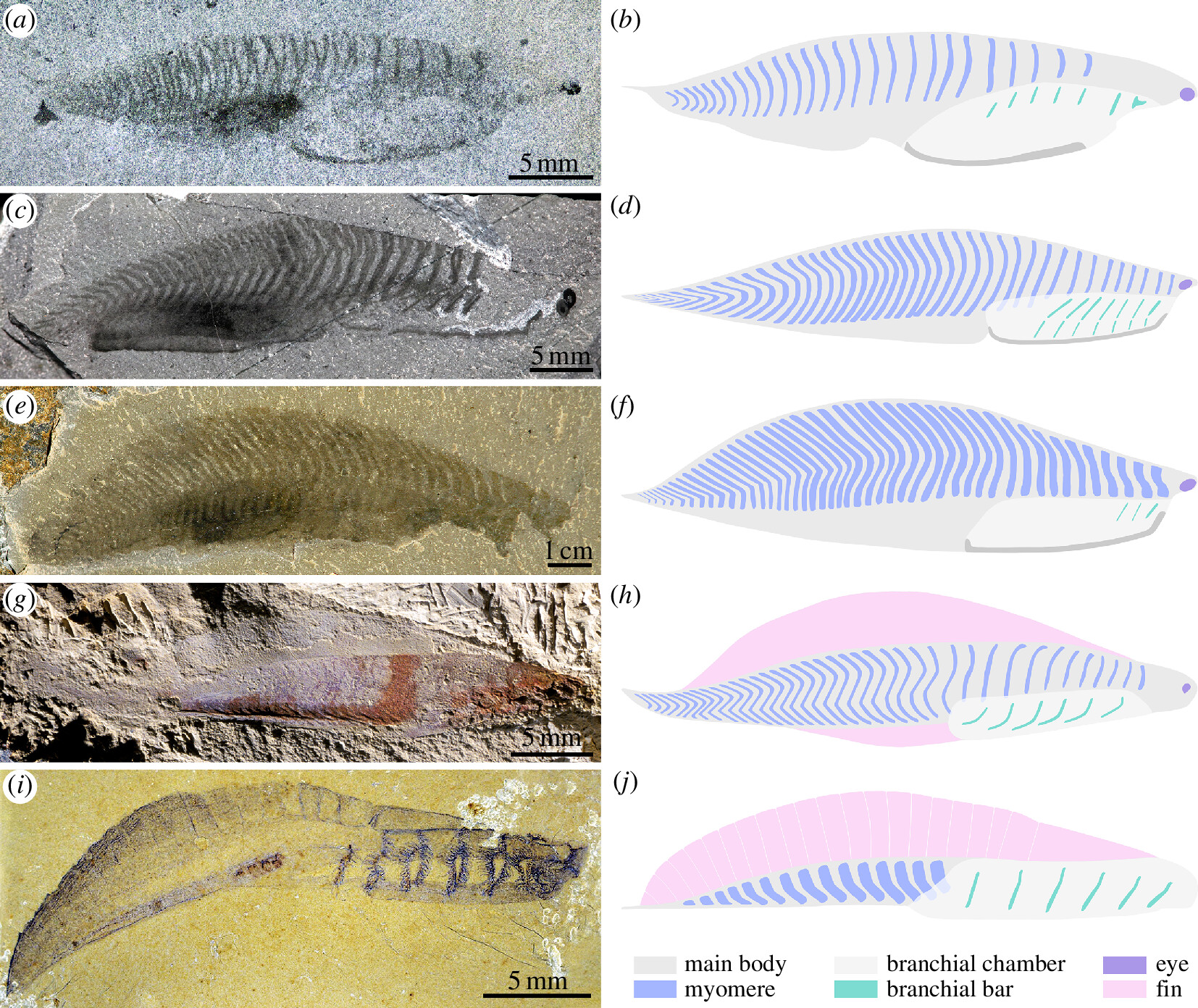
누키크티스 (a,b) 및 메타스프리기나 (c,d), 엠몬사스피스(Emmonsaspis) (e,f), 밀로쿤밍기아 (g,h), 윈나노조온 (i,j) 등 다른 척삭동물들의 비교 모습

누키크티스의 모식표본의 몸길이는 약 32.4mm(눈과 꼬리 포함)이며 몸높이는 7.9mm이다. 체형은 방추형이며, 꼬리에는 지느러미가 달린 흔적이 없다. 몸 길이에 따라 배열된 약 40개의 근절이 있으며, 모식표본의 경우, 죽은 이후 크기가 수축된 것으로 보인다. 배쪽에는 커다란 아가미방과, 간, 내장과 항문으로 추정되는 여러 기관들이 들어있다. 몸통의 꼬리에는 가시 모양의 구조물이 있으며, 이는 윈나노조온 등의 동물에게서도 발견된다. 누키크티스의 가장 특징적인 부분은 길다란 머리이며, 다른 캄브리아기 척삭동물들과는 차이가 있다. 이 부분은 등고의 급작스런 변화와 뚜렷한 근절이 없기 때문에 몸의 나머지 부분과는 차이점이 존재한다. 머리는 다양한 새열 요소들과는 구별되는 눈 한 쌍이 달려있다. 눈에는 칠성장어 및 메타스프리기나의 눈처럼 잘 발달한 카메라형 수정체가 있다. 다른 로렌시아 척추동물 줄기군과는 달리 누키크티스는 별다른 지느러미는 없으며 그 당시 다른 척삭동물들과 매우 다른 방식으로 헤엄을 친 것으로 보인다. 누키크티스는 어떤 섭식구조(또는 최소 화석화로 남아있는 것들)도 달려있지 않다.

## 계통

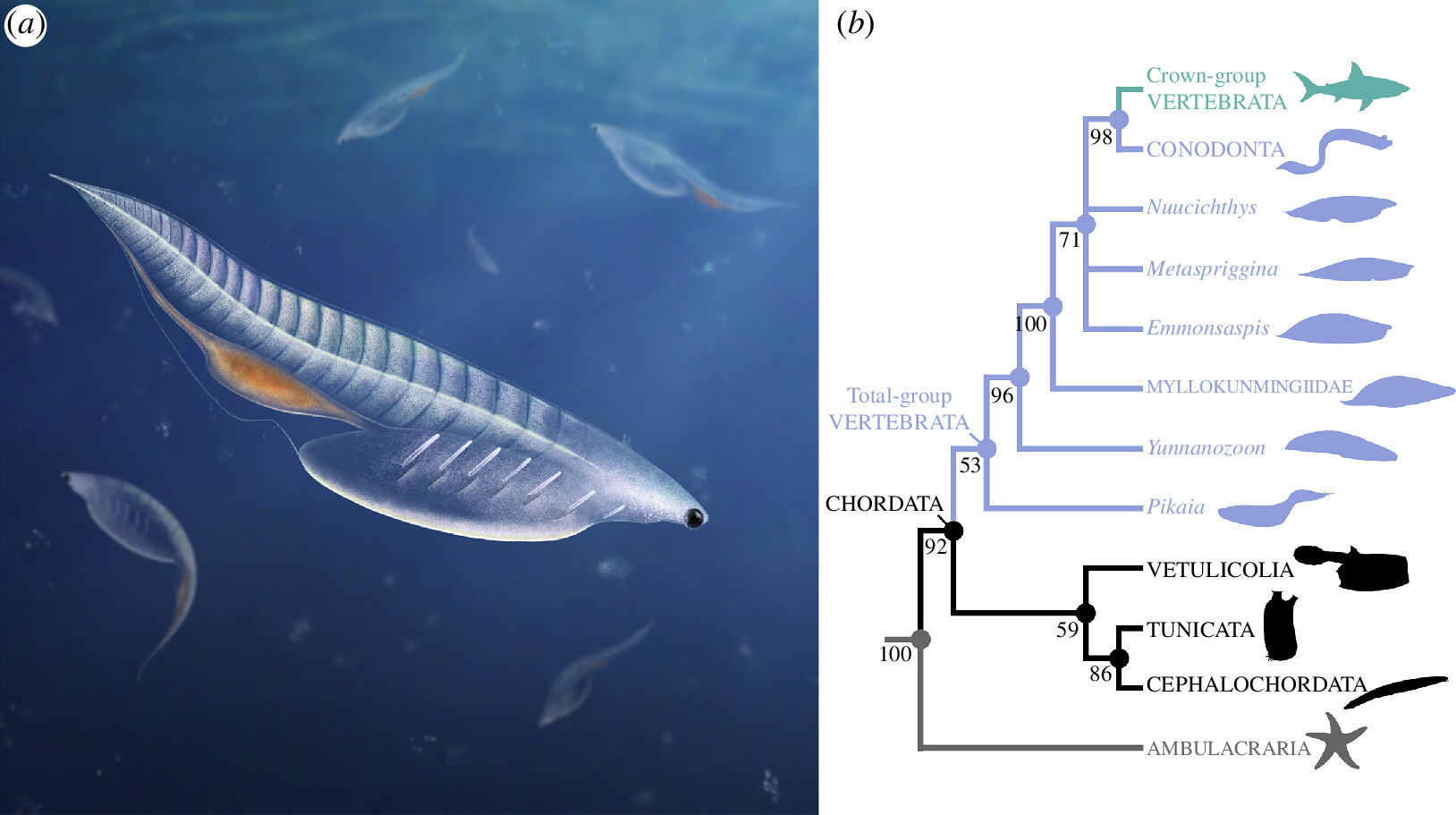
유영성 환경에 있는 누키크티스의 복원도와 계통도

2024년 Lerosey-Aubril & Ortega-Hernández의 논문에서, 누키크티스는 척추동물 전체군 내의 척추동물 줄기군으로 분류되었다. 좀 더 구체적으로는, 다른 로렌시아 척추동물 줄기군인 메타스프리기나와 엠몬사스피스에서 다분할을 형성했으며, 밀로쿤밍기아과와 매우 관련성이 있는 것으로 파악되었다. 이 분류는 무악 척추동물의 한 부류인 코노돈트가 척추동물 왕관군의 자매군을 형성하는 것을 밝혀냈다. 또, 후구동물의 하나인 고충동물문이 피낭동물문과 두삭동물과 관계된 초기 척삭동물인 것도 밝혀냈다.

## 생태
어떠한 형태의 지느러미도 없기 때문인지 2024년 논문에서는 누키크티스가 그렇게 활발한 유영성 동물은 아니라는 가서을 세웠으며, 눈은 몸을 중심으로 양 옆으로 향해 있는 것으로 보았다. 이런 여러 특징들은 (유영을 거의 하지 않는 채로 수주환경에서 살아가는) 플랑크톤성 생물지위를 점유하고 있음을 보여준다. 밝혀지지 않은 먹이 섭식 구조와 추측되는 유영 생활 때문에, 이 동물을 부유섭식과 비슷한 소식 생활을 한 동물로 여겨진다. 이 생물지위는 체형이 비슷한 근연종들에게서도 나타난다.